# Couleurs en yoruba
 (mars 2021).
La mise en forme du texte ne suit pas les recommandations de Wikipédia : il faut le « wikifier ».
Les points d'amélioration suivants sont les cas les plus fréquents. Le détail des points à revoir est peut-être précisé sur la page de discussion.
- Les titres sont pré-formatés par le logiciel. Ils ne sont ni en capitales, ni en gras.
- Le texte ne doit pas être écrit en capitales (les noms de famille non plus), ni en gras, ni en italique, ni en « petit »…
- Le gras n'est utilisé que pour surligner le titre de l'article dans l'introduction, une seule fois.
- L'italique est rarement utilisé : mots en langue étrangère, titres d'œuvres, noms de bateaux, etc.
- Les citations ne sont pas en italique mais en corps de texte normal. Elles sont entourées par des guillemets français : « et ».
- Les listes à puces sont à éviter, des paragraphes rédigés étant largement préférés. Les tableaux sont à réserver à la présentation de données structurées (résultats, etc.).
- Les appels de note de bas de page (petits chiffres en exposant, introduits par l'outil «  Source ») sont à placer entre la fin de phrase et le point final[comme ça].
- Les liens internes (vers d'autres articles de Wikipédia) sont à choisir avec parcimonie. Créez des liens vers des articles approfondissant le sujet. Les termes génériques sans rapport avec le sujet sont à éviter, ainsi que les répétitions de liens vers un même terme.
- Les liens externes sont à placer uniquement dans une section « Liens externes », à la fin de l'article. Ces liens sont à choisir avec parcimonie suivant les règles définies. Si un lien sert de source à l'article, son insertion dans le texte est à faire par les notes de bas de page.
- La présentation des références doit suivre les conventions bibliographiques. Il est recommandé d'utiliser les modèles {{Ouvrage}}, {{Chapitre}}, {{Article}}, {{Lien web}} et/ou {{Bibliographie}}. Le mode d'édition visuel peut mettre en forme automatiquement les références.
- Insérer une infobox (cadre d'informations à droite) n'est pas obligatoire pour parachever la mise en page.

Pour une aide détaillée, merci de consulter Aide:Wikification.
Si vous pensez que ces points ont été résolus, vous pouvez retirer ce bandeau et améliorer la mise en forme d'un autre article.
Les Yoruba classent les couleurs en trois champs chromatiques : dudu, funfun et pupa.

## Les trois champs chromatiques
Funfunteintes blanches, argent, gris pâle et chromé.
Funfun peut être décrite comme la couleur de la craie efun (Daramola 2007).
La couleur Funfun est associée à la sagesse et à la vieillesse (Massa 1999), à la franchise, la transparence, la paix et la propreté (Daramola 2007).
Pupateintes rouges, rosées, orange, et jaune foncé (Massa 1999).
Pupa peut être décrite comme la couleur du pigment rouge de bois de cam osun (Daramola 2007).
Pupa représente la chaleur et l'agressivité en tant que couleur du sang et du fer en fusion (Massa 1999).
Duduteintes de noir, gris foncé, pourpre, indigo, bleu, brun foncé, brun rouge et vert (Massa 1999).
Dudu peut être décrite comme la couleur du pigment indigo aro (Daramola 2007).
La couleur Dudu est associée au froid et à la clairvoyance.

## Association auxòrìṣà
- Orisanla/Obatala est vêtu de funfun, et est incompatible avec pupa. « Qui est vêtu de blanc s'éloigne du porteur d'huile de palme » (rouge-orangée), dit un proverbe (Daramola 2007).
- Ṣàngó s'associe à pupa et funfun.
- Ogun, òrìṣà forgeron et guerrier  (« Ogun aime se baigner dans le sang même si sa maison est pleine d'eau »), comme Babalú-Ayé, òrìṣà contrôlant la fièvre et l'épidémie, s'associe à pupa et dudu.
- Orunmila, fondateur de la divination d'Ifa, porte pupa et dudu.